# Bildstelle
Bildstelle nennt man Institutionen, die Sammlungen von visuellen Medien für Unterricht und Forschung aufbauen und verwalten. Im Jahre 1885 wurde in Preußen die Königlich Preussische Messbild-Anstalt unter Leitung von Albrecht Meydenbauer eingerichtet; sie gilt als die erste Bildstelle im deutschsprachigen Raum. Parallel zu kommunalen Bildstellen entstanden seit den 1920er Jahren Landesbildstellen und 1934 eine Reichsstelle für den Unterrichtsfilm,  die 1940 in Reichsanstalt für Film und Bild in Wissenschaft und Unterricht (RWU) umbenannt wurde. Als deren Nachfolgeinstitution entstand und 1945 das Institut für Film und Bild in Wissenschaft und Unterricht (FWU). Seit den 1970er Jahren entwickelten sich die für die Versorgung der Schulen zuständigen Einrichtungen von der Bildstelle zum Medienzentrum weiter.
Im kunstgeschichtlichen Diskurs werden unter Bildstelle Sammlungen von Fotografien zu Forschungszwecken verstanden, etwa in Museen oder Universitäten. Institutionen für fotografische Bilder werden auch Fototheken genannt.